# Clásico del Sur venezolano
El Clásico del sur fue un encuentro de fútbol disputado por: Asociación Civil Mineros de Guayana y Minervén Sport Club. Cuenta con una "amplia" trayectoria, habiéndose disputado en 33 oportunidades con 15 victorias para Mineros, 7 empates y 11 victorias para Minerven. El primer encuentro entre ambas oncenas data del año 1988 (con victoria 3 a 1 Mineros) y continuando hasta el 2009..
Al día de hoy Mineros de Guayana aventaja a Minervén en cuanto a títulos.
Su rivalidad data desde el primer enfrentamiento (1988) y con los años se fue agudizando, por la cercanía geográfica entre El Callao y Ciudad Guayana; estos clubes son los más importantes, populares y ganadores del estado Bolívar, ambos han disputado Copa Libertadores y durante el siglo XX fueron eternos animadores de la liga. Por muchos años fue considerado como uno de los clásicos más importantes en el país.
El último encuentro fue disputado el día 19 de abril de 2009, por el Clausura 2009. El resultado fue una victoria para Minerven, 2 a 1 sobre Mineros.

## Historia
Hablar de los Mineros-Minerven de antaño es hablar de toda la dimensión del fútbol y la pasión guayanesa puestas en la cancha durante noventa minutos, algo que va más allá de la familia, del amiguismo o de la conciencia.
Ese primer clásico jugado en Venalum lo ganaron los negriazules 3-1, como queriendo imponer desde ya la supremacía y el dominio de una plaza que por historia le pertenecía y que otro estaba dispuesto a quitársela o al menos, compartirla, como finalmente ocurrió.
Enrique “El Diablo” Samuel, Jhonny Castellanos y un prematuro Stalin Rivas, marcaron para Mineros, mientras que Milton Del Castillo firmó la honrilla de los azules, que entonces usaban un uniforme a rayas. El de vuelta lo ganó Mineros 6-2, en la que hasta ahora ha sido la goleada más abultada.
Un resultado lógico, si tomamos en cuenta que Mineros sería el campeón de la temporada, con Castellanos como goleador y Stalin Rivas como la gran figura naciente del fútbol de nuestra región.
La serie particular luego de seis clásicos, favorecía ampliamente a los negriazules con cuatro victorias, dos empates, sin derrotas. Finalmente, en la temporada 91-92, Minerven encontró premio por partida doble, ganando ambos clásicos con marcadores de 3-1 y 2-0, rumbo a su primer subcampeonato.
Tras varias temporadas de lucha y una rivalidad creciente, llegó la temporada 1994-1995, la que llamamos “epicentro”. El larguísimo torneo se definió mediante un hexagonal final a diez fechas, para decidir al campeón.
Mineros se quedó sin opciones y Minerven peleó contra los grandes como Caracas y Táchira, hasta llegar a la última fecha para enfrentar a su archirrival como líder del hexagonal con 16 puntos, dos más que el Caracas.
Un empate le bastaba a los azules para dar la vuelta olímpica en el Cachamay. Mucho se habló por aquellos días. En Caracas decían que como eran equipos de la misma ciudad, ya estaba todo cuadrado para que Minerven se quedara con el título. Aquí en Guayana se dejó escuchar que había un maletín proveniente de la capital con mucho dinero en caso de que Mineros diera el campanazo.
Puras especulaciones. El estadio se llenó como nunca ese día, un clásico finalmente tenía la trascendencia como para definir un campeonato y así ocurrió, pues Mineros de Guayana le propinaría una derrota histórica a los azules, la más dolorosa de todos los clásicos, condenándolos al subcampeonato, luego que Caracas goleara 4-1 al Deportivo Táchira.
Un Mineros con Daniel “Cari Cari” Noriega y Alexis “Pelecito” García dando sus primeros pasos, junto con consagrados como los brasileños Rogeiro Da Silva y Marcos Cardozo, fue capaz de dejar con los “crespos hechos” a su más encopetado rival.
Minerven posteriormente logró el tan ansiado campeonato en la temporada siguiente, la 95-96, derrotando al Trujillanos en Valera. Una derrota azul en aquel compromiso jugado en el Luis Loreto Lira, habría coronado por segunda vez a Mineros.
El torneo apertura de 1998 sería el último en registrar la dramática lucha entre los dos equipos de Guayana, ya que para el Clausura 1999, Minerven de El Callao dejó de existir por problemas económicos.
Hubo repartición de gentilezas, ya que Minerven ganó el de ida 1-0 y Mineros de desquitó en el de vuelta con un 2-0 en el capítulo final de aquellos irrepetibles clásicos.
De la mano de Luciano Chávez y su querido Iberoamericano, Minerven volvió a la luz en el 2007, ahora con la nueva denominación oficial de “Minerven Bolívar Fútbol Club”, por lo cual el Minerven reaparece en primera división y se disputa de nuevo el clásico del sur, en el primer clásico de la temporada Mineros derrota a Minerven 2-1, resultado que se repitió en el segunda clásico con victoria de Minerven.
En la temporada 2008/2009 Minerven es obligado a descender a Segunda por la FVF debido a que recibió una sanción que recibió del Consejo de Honor, luego que sus categorías inferiores faltaran a un juego reprogramado contra Monagas SC. Junto con una grave crisis económica el club azul desaparece nuevamente debido a que no era posible ni mantenerlo en Segunda División. Por lo cual el clásico del sur no ha vuelto a disputarse.

## Los números del clásico
Para confeccionar esta tabla se toman en cuenta todos los partidos oficiales reconocidos por la Federación Venezolana de Fútbol y la Conmebol. No se toman en cuenta los amistosos.
La primera victoria para Mineros, se produjo el 9 de octubre de 1988 (primer partido entre ellos) 3 a 1, en partido efectuado en El Callao.
En el año 1991, se produce la primera victoria para el Minerven con marcador de 3-1.